# Артења
Артења (итал. Artegna) је насеље у Италији у округу Удине, региону Фурланија-Јулијска крајина.
Према процени из 2011. у насељу је живело 2588 становника. Насеље се налази на надморској висини од 200 м.

## Становништво
Према резултатима пописа становништва 2011. у општини је живело 2.877 становника.
| 1931. | 1936. | 1951. | 1961. | 1971. | 1981. | 1991. | 2001. | 2011. |
| ----- | ----- | ----- | ----- | ----- | ----- | ----- | ----- | ----- |
| 3.927 | 3.481 | 4.044 | 3.701 | 2.909 | 2.739 | 2.839 | 2.904 | 2.877 |